# Kirishimoopsis sakamotoi
Kirishimoopsis sakamotoi är en skalbaggsart som beskrevs av Hayashi 1958. Kirishimoopsis sakamotoi ingår i släktet Kirishimoopsis och familjen långhorningar. Inga underarter finns listade i Catalogue of Life.